# Typ 14 10-cm-Haubitze
Die Typ 14 10-cm-Haubitze (jap. 十四年式十糎榴弾砲, Jūyonen-shiki jū-senchi ryūdanhō) war eine Haubitze, die vom Kaiserlich Japanischen Heer im Zweiten Japanisch-Chinesischen Krieg, im Japanisch-Sowjetischen Grenzkonflikt und während des Pazifikkrieges von 1925 bis 1945 eingesetzt wurde. Die Bezeichnung Typ 14 deutet dabei auf das Jahr der Truppeneinführung, dem 14. Jahr der Herrschaft von Kaiser Taishō bzw. 1925 nach gregorianischem Kalender, hin.

## Geschichte
Während der Sibirischen Intervention 1918 bis 1922 hatte das Kaiserlich Japanische Heer einige Skoda 100-mm-Modell-1916-Haubitzen von der Roten Armee erbeutet, die aus österreichisch-ungarischer Produktion stammten. Diese wurden 1925 umgerüstet, um japanische 105-mm-Granaten zu verschießen. Die Haubitze hatte einen Spreizholm, der durch sich überkreuzende Stangen auseinandergehalten wurde. Der Rückstoß wurde durch ein pneumatisches-Federsystem aufgefangen. Das österreichisch-ungarische Okular wurde beibehalten und mit weiteren Zielerfassungen für verschiedene Munitionstypen ergänzt.

## Technische Daten
- Kaliber: 105 mm
- Rohrlänge: 2,180 m
- Höhenrichtbereich: −10° bis +42°
- Seitenrichtbereich: 6°
- Geschützgewicht: 1250 kg
- Geschossgewicht: 16 kg
- Mündungsgeschwindigkeit V0 = 320 m/s
- Maximale Reichweite: 7800 m